# Батальненский сельский совет
Батальненский сельский совет (укр. Батальненська сільська рада, крымскотат. Arma Eli köy şurası) — административно-территориальная единица в  Ленинском районе АР Крым Украины (фактически до 2014 года; ранее до 1991 года — в  составе Крымской области УССР в СССР, до 1954 года — в составе Крымской области РСФСР в СССР, до 1945 года — в составе Крымской АССР РСФСР в СССР). Находился на Керченском полуострове, у границы с территорией Феодосийского горсовета, на юге выходил к побережью Феодосийского залива Чёрного моря. Население по переписи 2001 года — 1758 человек, площадь сельсовета 119 км². К 2014 году в состав сельсовета входило 3 села:
- Батальное
- Южное
- Ячменное

## История
Арма-Элинский сельсовет был образован в начале 1920-х годов в составе Феодосийского района. По результатам всесоюзной переписи 17 декабря 1926 года Арма-Элинский сельский совет включал 10 населённых пунктов с населением 1744 человека.
Указом Президиума Верховного Совета РСФСР от 21 августа 1945 года Арма-Элинский сельсовет был переименован в Батальненский. С 25 июня 1946 года сельсовет в составе Крымской области РСФСР. 26 апреля 1954 года Крымская область была передана из состава РСФСР в состав УССР. На 15 июня 1960 года в составе совета числились следующие населённые пункты:

| - Андреево - Батальное - Ерофеево - Куйбышево | - Луговое - Мошкарёво - Южное - Ячменное |

В 1963 году было упразднено Куйбышево, в 1969 году ликвидировано Мошкарёво, в 1976 году образован Луговской сельсовет, в который переданы Ерофеево, Луговое и Андреево и совет обрёл современный состав. С 12 февраля 1991 года сельсовет в восстановленной Крымской АССР, 26 февраля 1992 года переименованной в Автономную Республику Крым. С 21 марта 2014 года в составе Крыма аннексирован Россией. Законом «Об установлении границ муниципальных образований и статусе муниципальных образований в Республике Крым» от 4 июня 2014 года территория административной единицы была объявлена муниципальным образованием со статусом сельского поселения.